# 가조시
가조시(일본어: 加須市)는 일본 사이타마현 북동부에 있는 시이다. 고이노보리의 생산 수가 일본 제일이고 "우동의 거리"로도 알려져 있다.

## 지리
사이타마현 북동부에 위치하고 북쪽에는 도네강이 흐르며 동서로 도부 철도 이세사키선 및 국도 125호선, 가조-하뉴 바이패스가 횡단한다. 남북으로 도호쿠 자동차도가 관통하고 가조 IC가 있다.

## 역사
- 1889년 4월 1일 - 정촌제 시행으로 기타사이타마군 가조정, 구게촌이 합병해 가조정이 되었다.
- 1902년 9월 6일 - 도부 철도 이세사키선 가조역이 개업하였다.
- 1927년 4월 1일 - 도부 철도 이세사키선 하나사키역이 개업하였다.
- 1954년 5월 3일 - 기타사이타마군 가조정, 후도카정, 미쓰마타촌, 라이하촌, 오쿠와촌, 미즈후카촌, 히야리카와촌, 시다미촌이 합병해 시로 승격하면서 가조시가 되었다.
- 1957년 1월 1일 - 기타사이타마군 오코시촌을 편입하였다.
- 2010년 3월 23일 - 기타사이타마군 기사이정, 오토네정, 기타카와베정을 편입하였다.

## 교통

### 철도
- 도부 철도
  - 이세사키선
  - 닛코선

### 도로
- 도호쿠 자동차도
- 국도 제122호선(일본어판)
- 국도 제125호선
- 국도 제354호선

## 인구
| 연도 | 인구    | ±%     |
| ---- | ------- | ------ |
| 1920 | 61,707  | —      |
| 1930 | 63,035  | +2.2%  |
| 1940 | 64,301  | +2.0%  |
| 1950 | 79,912  | +24.3% |
| 1960 | 76,809  | −3.9%  |
| 1970 | 76,501  | −0.4%  |
| 1980 | 86,506  | +13.1% |
| 1990 | 100,697 | +16.4% |
| 2000 | 117,777 | +17.0% |
| 2010 | 115,010 | −2.3%  |